# Ikíngut
Ikíngut är en isländsk-norsk-dansk familjefilm från 2002 i regi av Gísli Snær Erlingsson efter ett manus av Jon Steinar Ragnarsson. I huvudrollerna syns Hjalti Rúnar Jónsson, Hans Tittus Nakinge och Pálmi Gestsson med Bjørn Floberg i en mindre roll som en norsk skeppskapten.

## Handling
En märklig varelse driver på ett isberg vid stranden av ett avlägset område på Island. Vintern har varit svår och gården är trång, och byborna tycker inte att det är osannolikt att denna varelse och dess mystiska beteende är orsaken till sina problem. När pojken Bóas blir vän med främlingen visar det sig att han ger välsignelser, glädje och frälsning till folket.

## Rollista
- Hjalti Rúnar Jónsson – Bóas
- Hans Tittus Nakinge – Ikíngut
- Pálmi Gestsson – Thorkell
- Jón Magnus Ragnarsson – fader Jon
- Freydís Kristófersdóttir – Ása
- Finnur Guðmundsson – Illugi
- Elva Ósk Ólafsdóttir – Gudrun
- Bjørn Floberg – kaptenen
- Pétur Einarsson – Magnús
- Atli Rafn – Helgi
- Orto Ignatiussen – Kajut
- Theódór Júlíusson – Grimur
- Hjalti Rögnvaldsson – sekreteraren

## Utgivning och visningar
Filmen finns utgiven på Island på VHS och DVD och har även visats på flera internationella filmfestivaler däribland Stockholm filmfestival, Chicago International Children's Film Festival och Montréal Int. Children's Film Festival.